# Konstantin den Store
Konstantin I den Store (født 27. februar ca. 272, død 22. maj 337) var romersk kejser fra 306 til sin død i 337. Han var søn af Constantius I Chlorus og Helena Augusta, den senere Sankt Helena. Han gjorde kristendommen til en lovlig religion i Romerriget i 313 efter lang række kristenforfølgelser. Han lagde dermed grunden til at kristendommen senere blev statsreligion (ca. år 380).

## De tidlige år
Konstantin tilbragte de tidlige ungdomsår ved kejser Galerius' hof i Lilleasien måske som gidsel. Da Constantius blev kejser i vest i 305, blev han sendt over til ham og ved hans død i York år 306, udråbte tropperne Konstantin til kejser.
I Konstantins barndom var Romerriget delt i en østlig og vestlig del, og regeret som et tetrarki (= firemandsvælde), med en østlig og en vestlig kejser, der begge bar titlen augustus. De havde hver sin underkejser, kaldet cæsar, som kunne handle ret uafhængigt som general, og efterhånden selv forfremmes til augustus. Diokletian var kejser over den østlige del, og havde udpeget Maximian til kejser over den vestlige. Maximian udnævnte officeren, der senere selv blev kejser som Constantius I til sin cæsar.
Sønnen Konstantin blev født i Naissus i provinsen Moesia (nu Nis i Serbien). Hans mor Helena blev senere helgenkåret. Da Constantius blev valgt til cæsar 1.marts 293, vendte han sig fra Helena, der sandsynligvis kun var hans frille  – og giftede sig i stedet for med Maximians datter Theodora. Da Maximian og Diokletian så trak sig tilbage, blev Constantius udnævnt til augustus 1.maj 305. På det tidspunkt blev Konstantin sendt til sin far for at assistere ham i felttoget mod pikterne. Da faren døde i slaget ved Eboracum (= York) 25.juli 306, var Konstantin ved hans side og blev straks udnævnt til augustus af soldaterne. Han tog derfra til Trier, hvor han giftede sig med Maximians datter Fausta, en søster til hans stedmor Theodora. Han forstødte derved sin frille Minervina, som han havde sønnen Crispus med. Med Fausta fik Konstantin tre sønner. 1. marts 317 i Serdica (vore dages Sofia) gav han titlen cæsar til Crispus, som da var 12 år, og til Konstantin, sin ældste søn med Fausta, som da var et halvt år gammel. De to yngre sønner han fik med Fausta, hed Konstantius og Konstans.
Fordi Konstantin fik sin kejsertitel i England, har briterne anset ham som "en af deres". Den britiske Geoffrey af Monmouth regner ham i sit værk Historia Regnum Britanniae som en britisk konge, med en påstand om at hans mor Helena var datter af den legendariske konge, Cole. Den stamtavle har Geoffrey nok selv fundet på, for at skabe en direkte forbindelse mellem de ældre britiske konger og Konstantins dynasti.

## Magtkampe
De følgende år udbrød der magtkamp mellem kejser Galerius, Valerius Severus, Maximinus, Maxentius, Maximianus og Licinius. Konstantin klarede sig godt og fik efterhånden magten over store dele af Vesteuropa. 28.oktober 312 besejrede og dræbte han Maxentius i slaget ved Den milviske bro uden for Rom.
Konstantin var hedensk fra fødslen. Først ofrede han til Mars, som naturligt var for en soldat, men gik efterhånden over til Apollon i skikkelse af Sol Invictus (= den uovervindelige sol), hvad man kan se af mønterne fra hans regeringstid. Hans mor Helena var derimod kristen, sandsynligvis fra fødslen. Lactantius, der var huslærer for Crispius, beretter at natten før slaget ved Den milviske bro, fik Konstantin i en drøm besked om at udstyre sine soldaters skjolde med Kristi tegn. Et kvart århundrede senere beretter Eusebius af Cæsarea i sin Konstantin-biografi, at Konstantin på sin march mod Rom i fuldt dagslys så et kors af lys på himlen og ordene "Ved dette tegn skal du sejre". Videre skulle Kristus natten efter have vist sig for Konstantin og instrueret ham i at udstyre hærens standarter med symbolet. Denne nye type standart fik navnet labarum.
Hellige symboler
Natten før slaget havde Konstantin, ifølge den kristne kirkehistoriker Eusebius, set et brændende kors på himlen og skriften In hoc signo vinces, hvilket betyder: "Ved dette tegn skal du sejre". Dagen efter lod Konstantin male et kors på sine soldaters skjolde og vandt slaget. I en anden beretning var det bogstaverne Xp, de græske bogstaver for Kristus, Chi (χ) og Rho (ρ), Konstantin som så. Flere nutidige historikere godtager, at der enten var et kors eller bogstaverne XP på soldaternes skjolde. Men de mener ikke, at det var ment som kristne symboler, men nærmere var symboler på solen, hvis dyrkelse Konstantin var ypperstepræst for i Sol Invictus-kulten. – Symbolet var stadig i brug på 1600-tallet. Skulle man da krydse grænsen til det muslimske, osmanniske rige, var kristenhedens grænse markeret med to søjler, prydet med hver sin dobbeltørn, der på brystet bar et hvidt skjold med et rødt kors og påskriften In hoc signo vinces. Ca. 50 m borte stod så to andre søjler, dekoreret med halvmåner og ordene Til han fylder hele jorden på arabisk.

## Samlingen af Romerriget
Efter de følgende år, hvor undertiden hele syv kejsere herskede, kom i årene 311/312 magten til at bero hos Konstantin i vest, og Licinius i øst. I Milano år 313 tog Licinius Konstantins halvsøster til ægte. Konstantin og Licinius' forhold forværredes, og i årene 316 og 317 kom det til kamp, først i Cibalae (Vinkovci) derefter Mardi (Harmanli). I år 324 besejrede Konstantin Licinius i et slag ved Andrianopolis (Edirne) samt Chrysopolis, og Licinius overgav sig endeligt i Nikomedia (İzmit). Han blev senere henrettet for forræderi ved offentlig hængning. Konstantin blev dermed enekejser.
Ved sin fars død i 306 blev Konstantin udråbt til kejser på stedet. Der var imidlertid også mange andre kandidater til tronen – Maxentius, som senatet i Rom havde valgt til kejser (men med den lavere grad af princeps, ikke augustus), hans far Maximian (død i 310), Maximinus (der var søn af kejser Galerius' halvsøster) og Licinius. I 311 var der fire lovligt valgte augusti i Romerriget, når der kun skulle have været to: Kejser Galerius selv, nevøen Maximinus, Konstantin og Maxentius.
Maxentius følte sig truet, da Konstantin ved årsskiftet 311/312 arrangerede en forlovelse mellem sin halvsøster Konstantia og Licinius, og konflikten dem imellem kulminerede i slaget ved Den milviske bro nord for Rom. Konstantinbuen i Rom blev rejst til minde om Konstantins sejr. Den mest markante bygning på Forum i dag er måske basilikaen som Maxentius påbegyndte i 308, men som Konstantin fuldførte efter sejren ved Den milviske bro.
I 313 mødtes Konstantin med Licinius i Milano, hvor denne giftede sig med Konstantia, og de to svogre delte riget sig imellem. Konstantin fik nu kontrol over rigets vestlige halvdel. De to blev også enige om en fælles religiøs politik, formuleret i det såkaldte Milano-edikt. Licinius var ikke kristen, men tolererede kristendommen, hvad der ikke forhindrede nye forfølgelser i at bryde ud. Desuden fik Konstantin snart den interne splittelse blandt kristne at mærke. Særlig i Afrikas provinser herskede der en uforsonlig holdning overfor lapsi, dvs dem, der holdt sin kristne tro skjult mens forfølgelserne pågik. Denne uforsonlige sekt kaldte sig donatister efter en biskop Donatus. I april 313 klagede donatistene biskop Caecilian af Karthago ind for at have udvist en tilgivende holdning overfor lapsi. Konstantin arrangerede en synode i Rom, hvor klagen blev behandlet, og hvor Caecilian fik medhold i sin tilgivende holdning. Donatisterne klagede dette ind for Konstantin. Han indkaldte nu til en synode i Arles, hvor 33 biskopper mødtes 1.august 314. Også disse gav Caecilian medhold, men donatistene nægtede at acceptere afstemningen, og i de nærmeste århundreder voksede der en betydelig, donatistisk sekt frem i Nordafrika.
Efterhånden brød striden mellem Licinius og Konstantin ud igen, og i 325 blev Licinius endelig slået. Han blev henrettet offentligt, og Konstantin var nu enekejser. Hans anden søster Anastasia var gift med Bassanius, som Konstantin også lod henrette. Konstantin dræbte ikke kun begge sine svogre; han gjorde også Licinius' søn til slave, da drengen blev voksen, og lod ham slå ihjel. Konstantin sørgede ligeledes for at få sin svigerfar Maximinian kvalt. Også sin kone Fausta beordrede han kvalt, i badet, fordi hun skulle havde været ham utro med hans søn Crispus. Noget tidligere, i 326, havde han beordret Crispus henrettet. Crispus havde været konsul tre gange, og nyligt udmærket sig i felttoget mod Licinius. Et epigram i samtidens Rom sidestillede Konstantins drab på sine nærmeste med kejser Neros drab på slægtninge.

## Grundlæggelsen af Konstantinopel
I 324-330 gjorde han den græske by Byzans (heraf "byzantinsk") ved Bosporusstrædet til sin nye hovedstad. Navnet Konstantinopolis (græsk for "Konstantins by", på dansk Konstantinopel), fik den først efter hans død. Byen hedder i dag Istanbul. I maj 330 flyttede han hele Romerrigets administration til byen, som nu blev det østromerske riges hovedstad. Herved lagdes grunden til Det byzantinske rige. I øvrigt videreførte han Diocletians styrkelse af kejsermagten og tvangssystemet over for undersåtterne.
Magtens centrum forflyttedes gradvis fra Rom til Trier, Milano, Thessaloniki og Nikomedia, hvor kejserne holdt til. Konstantin interesserede sig for Byzans pga. den fordelagtige beliggenhed, med Balkan nemt tilgængeligt, og kontrol over trafikken på Bosporus. 8.november 324 tegnede Konstantin grænserne op for sin nye by, der blev fire gange større end det oprindelige Byzans. I 328 stod bymurene færdige. 11.maj 330 blev byen formelt indviet med navnet Nova Roma, der passede så godt, fordi den ligesom det oprindelige Rom lå på syv højder, var udstyret med et senat, administrationen var ligesom i Rom, og befolkningen modtog subsidieret korn.
Den nye by fik både kristne kirker og traditionelle romerske templer tilegnet de romerske guder. Konstantin lod rejse en enorm hippodrom og et palads med direkte adkomst til hans kejserloge i hippodromen. I hippodromens midte placerede han slangesøjlen, han lod hente fra Delfi. Stadig hengiven mod solguden, fik han også rejst en 25 meter høj porfyrsøjle, kronet af en statue af Apollon, forsynet med Konstantins egne ansigtstræk. I dag er den kendt som "den brændte søjle". Han fik også bygget to enorme kirker i byen, Hagia Sofia (= Hellige Visdom) og Hagia Irene (= Hellige Fred). I Jerusalem grundlagde han gravkirken, og i Antiokia kirken som kaldtes "Hellige Ottekant". Ottetallet symboliserer evighed, og blev derfor anset som meget passende til gravkirker. Kirker med ottekantet eller rund form vandt efterhånden en vis udbredelse, f.eks. på Bornholm.
Heller ikke Rom blev dog glemt. Her indledte Konstantin et omfattende byggeri på Quirinal-højden, hvor han rejste millionbyens mest luksuriøse badeanstalt. Den dækkede området mellem Piazza del Quirinale og Via Nazionale, og de sidste rester af termerne forsvandt først ved anlæggelsen af Via Nazionale i 1870'erne. Flere kunstværker er dog bevarede; kæmpestatuerne af Castor og Pollux der nu står på Piazza del Quirinale, stammer oprindeligt fra Konstantins badeanstalt.
Apostlen Peter var blevet begravet ved Via Cornelia. Nu var efter romersk lov selv en slaves grav ukrænkelig, men Konstantin opførte en femskibet basilika, den første Peterskirke, over graven. Han skal selv i forbindelse med grundstensnedlæggelsen have båret de første tolv spande jord fra byggepladsen. Den eksisterende gravplads blev ikke sløjfet, men dækket af store jordmasser, der kunne bære vægten af den nye kirke.

## Konstantins indflydelse på kirke og stat
To begivenheder har gjort Konstantins regering til en milepæl i romersk historie. Han var den første kejser, som legaliserede kristendommen. Det skete i år 313 ved udstedelse af Milano-ediktet. Dermed blev grunden lagt til, at kristendommen blev statsreligion i det romerske rige, selvom dette først skete under Theodosius den Store ca. år 380. Gennem Konstantins regering udvikledes mange af de administrative, kirkelige funktioner og institutioner, som senere dannede grundlaget for de europæiske stater i middelalderen, f.eks. bispedømmerne og de første kirkemøder.
Ved at legalisere kristendommen banede Konstantin vej for at den senere blev statsreligion. Han brugte kirken som sit redskab politisk, påtvang den sin kejserlige ideologi, og berøvede den den uafhængighed, som var oldkirkens kendetegn.
Dåben
Umiddelbart før sin død lod han sig døbe, og blev således den første kristne romerske kejser. Han synes at have forestillet sig en fælles ledelse af sine mandlige slægtninge, men sønnerne udryddede de fleste rivaler efter tronskiftet. Hans slægt bevarede magten til 363. Konstantin (og hans mor Helena) blev begge helgenkåret af den østromerske, dvs. græsk-ortodokse kirke, men er ikke helgener i den katolske kirke.
Konstantin ofrede ikke til de hedenske guder ved sit tiårsjubilæum. Kort tid efter påsken 337 begyndte han at føle sig dårlig og rejste til Drepanum, som var omdøbt til Helenopolis til ære for hans mor. Her bad han ved hendes yndlingshelgen, martyren Lucians, grav. Han blev så døbt i Nikomedia, og Hieronymus oplyser, at dåben overraskende nok blev forrettet af Eusebios fra Nikomedia (ikke at forveksle med hans biograf, Eusebius af Cæsarea), som ikke var katolik, men biskop i den ariske kirke. Ved sin død pinsedag 337 bar Konstantin de nyomvendtes hvide kjortel. Der er flere teorier om, hvorfor han først lod sig døbe nogle uger før sin død. Nu var det på den tid almindeligt, at kristne ventede med dåben, til de begyndte at trække på årene eller blev syge. Men dertil kom, at Konstantin havde beordret drabene på nære pårørende, som hustruen Fausta og sin søn Crispus, og derefter ladt dem rammes af damnatio memoriae (= erindringens fordømmelse, dvs total glemsel). Desuden havde han begået helligbrøde ved at begå gravskænding. Under den nuværende Peterskirke ligger resterne af Konstantins basilika, og da grunden skråner, måtte der rejses støttemure overalt, der gennemskærer nogle af gravmausoléernes nedenunder. Desuden fik næsten alle mausoléer taget fjernet for at give plads til Peterskirkens gulv. Efter romersk lov var gravmæler ukrænkelige, så Konstantin havde forbrudt sig alvorligt i sin tid som kejser.

## Arv og eftermæle
Generelt har Konstantin fået et godt eftermæle som en hersker, der genoprettede rigets orden efter tetrarkiets sammenbrud, og som pegede frem mod mere tolerante tider med sin religionspolitik. Han kunne dog godt vise sig brutal og resolut både over for modstandere og familie. Han lod både sin ældste søn og sin hustru henrette under delvis uafklarede omstændigheder.
Hans ældste søn, Konstantin 2., arvede den vestlige del af riget: Britannien, Gallien og Spanien, mens den mellemste, Konstantius, fik Grækenland, Egypten og Orienten. Den yngste, Konstans, arvede Italien, Balkan og Nordafrika. Men allerede i 340 angreb Konstantin 2. sin yngste brors besiddelser i Italien. Det endte dog med, at Konstantin 2. selv blev dræbt, mens lillebror overtog hans arv, og derved sad med det dobbelte af sin oprindelige arv. Den mellemste, Konstantius, blandede sig ikke i det, og frem til 350 herskede der fred. Da tog barbargeneralen Magnentius  magten i den vestlige del af riget, og Konstans blev dræbt. Konstantius fik dog Magnentius nedkæmpet og sad derefter med hele det rige, hans far havde efterladt sig, fra Spanien i vest til Syrien i øst.
Taktik eller tro?
Det store spørgsmål i Konstantins historie er, om han var overbevist kristen eller blot af beregning accepterede den ny religion. Kristne historikere taler gerne om en omvendelse, mens nyere forskere peger på politiske motiver, eller at han delvis accepterede kristendommens lære om én gud. I alle tilfælde betød hans regering begyndelsen på det lange forbund mellem fyrsterne og kirken i Europas historie.